# Yau Shing-Tung
Yau Shing-Tung (Shantou, 4 aprile 1949) è un matematico cinese naturalizzato statunitense.

## Biografia
Cresciuto in una famiglia di sei fratelli, quando aveva 14 anni, dopo la morte di suo padre, andò con la famiglia a Hong Kong e nel 1966-1969 studiò matematica all'Università Cinese di Hong Kong. Si trasferì poi negli Stati Uniti, dove nel 1971 conseguì il dottorato (Ph.D.) alla University of California, Berkeley, sotto la supervisione di Shiing-Shen Chern.
Dopo aver seguito un corso di post-dottorato presso l'Institute for Advanced Study di Princeton, nel 1972-1973 è stato assistente di matematica alla Stony Brook University e nel 1974 è diventato professore titolare alla Stanford University. Nel 1979 ha insegnato all'Institute for Advanced Study e dal 1984 al 1987 alla University of California, San Diego.
Dal 1987 è professore emerito di matematica presso l'Università di Harvard.

## Contributi
Shing-Tung Yau è considerato uno dei più grandi matematici contemporanei. È noto soprattutto per aver dimostrato, nel 1977, una congettura in geometria algebrica  su una varietà differenziabile, proposta nel 1964 da Eugenio Calabi.  Questa varietà è ora nota come varietà di Calabi-Yau (Calabi-Yau Manifold in inglese) e svolge un ruolo molto importante in teoria delle stringhe.

## Riconoscimenti
Shing-Tung Yau ha ricevuto numerosi premi e riconoscimenti, tra cui:
- Oswald Veblen Prize in Geometry (1981)
- John J. Carty Award (1981) [3]
- Medaglia Fields (1982)
- Premio Crafoord (1994)
- National Medal of Science (1997)
- Premio Wolf per la matematica (2010)

È socio della American Mathematical Society e dell'Accademia Nazionale dei Lincei.